# Останній пророк
Останній пророк — термін, який використовується в релігійних контекстах, особливо в авраамічних релігіях, для позначення останньої особи, через яку говорить Бог або кілька богів, після якої не повинно бути інших. Назва також відноситься до пророка, який спонукатиме людство повернутися до Бога.

## Авраамічні релігії
Усі релігії Авраама вірять в одного бога, але не погоджуються щодо того, хто вважається останнім пророком Бога.

### Юдаїзм
Юдаїзм вважає Малахію останнім із біблійних пророків.

### Християнство

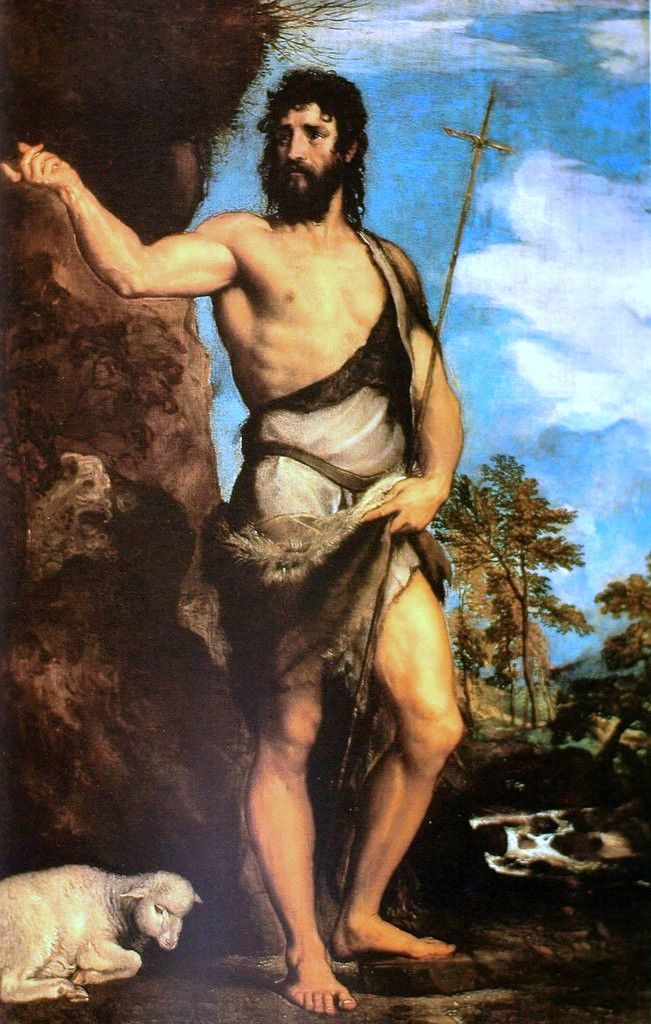
Іван Хреститель — останній пророк Старого Завіту.

У християнстві останнім пророком Старого Завіту перед приходом Ісуса є Іван Хреститель (пор. Luke 16:16KJV). Східна православна церква стверджує, що Малахія був «Печаткою пророків» у Старому Завіті. Християнські деномінації, які вважають, що духовні дари (включно з пророцтвом) продовжують дарувати Святий Дух християнам, відомі як «континуаціоністи» (включаючи католиків, методистів і п'ятидесятників), у той час, як цезаціоністська думка, яка вчить, що харизма закінчується в Апостольському епохи, дотримується більша частина реформованого християнства та баптистів.

### Гностицизм
У мандеїзмі Іван Хреститель є найбільшим і останнім пророком.

### Маніхейство
У маніхействі прихильники віри вважають засновника Мані останнім і останнім пророком після довгої спадкоємності релігійних діячів, включаючи Зороастра, Гаутаму Будду та Ісуса Христа. За словами Аль-Біруні, іранського вченого Х століття, Мані стверджував, що він Утішитель, обіцяний у Новому Завіті, і останній Пророк.

### Іслам
Фраза Khatamu 'n-Nabiyyīn («Печатка пророків») — титул, який використовується в Корані для позначення ісламського пророка Мухаммеда. Зазвичай вважається, що Мухаммад є останнім із пророків, посланих Богом.

## Індійські релігії

### Індуїзм
В індуїзмі історія людства описується чотирма релігійними (дхармічними) епохами (югами), які зображують поступовий занепад релігійної діяльності, лише щоб поновитися в кінці, щоб розпочати новий цикл із чотирьох епох. Наприкінці Калі-юги, поточної й останньої епохи в циклі, Калкі, десятий аватар Вішну, за пророцтвом з'явиться, щоб покарати злих, винагородити добрих і розпочати Сатья-югу наступного циклу. Калкі — останній аватар у поточному циклі.